# Gouvernement Belkhadem I
République algérienne
Ouyahia V Belkhadem II
Le gouvernement de Belkhadem est un gouvernement algérien qui a exercé le pouvoir du 24 mai 2006 au 4 juin 2007. Le premier gouvernement algérien dirigé par Abdelaziz Belkhadem, est nommé par le président Abdelaziz Bouteflika le 24 mai 2006  et le gouvernement a été nommé le lendemain, 25 mai 2006. 

## Composition
| Portefeuille | Ministre                  |
| --- | ------------------------- |
| Chef du gouvernement | Abdelaziz Belkhadem       |
| Ministre d'État, Ministre de l'Intérieur et des Collectivités locales                                                                               | Noureddine Yazid Zerhouni |
| Ministre d'État, Ministre des Affaires étrangères                                                                                                   | Mohammed Bedjaoui         |
| Ministre d'État | Soltani Bouguerra         |
| Président de la République, Ministre de la Défense nationale                                                                                        | Abdelaziz Bouteflika      |
| Ministre délégué auprès du Ministre de la Défense nationale                                                                                         | Abdelmalek Guenaizia      |
| Ministre de la Justice, Garde des Sceaux | Tayeb Belaiz              |
| Ministre des Finances | Mourad Medelci            |
| Ministre de l'Énergie et des Mines | Chakib Khelil             |
| Ministre des Ressources en eaux | Abdelmalek Sellal         |
| Ministre des Participations et de la Promotion des Investissements                                                                                  | Abdelhamid Temmar         |
| Ministre du Commerce | El Hachemi Djaaboub       |
| Ministre des Moudjahidine | Mohamed Cherif Abbas      |
| Ministre de l'Aménagement du territoire et de l'Environnement                                                                                       | Cherif Rahmani            |
| Ministre des Transports | Mohamed Maghlaoui         |
| Ministre de l'Éducation nationale | Aboubakr Benbouzid        |
| Ministre de l'Agriculture et du Développement rural                                                                                                 | Said Barkat               |
| Ministre des Travaux publics | Amar Ghoul                |
| Ministre de la Santé, de la Population et de la Réforme hospitalière                                                                                | Amar Tou                  |
| Ministre de la Culture | Khalida Toumi             |
| Ministre de la Communication | Hachemi Djiar             |
| Ministre de la Petite et Moyenne entreprise et de l'Artisanat                                                                                       | Mustapha Benbada          |
| Ministre de l'Enseignement supérieur et de la Recherche scientifique                                                                                | Rachid Harraoubia         |
| Ministre de la Poste et des Technologies de l'Information et de la Communication                                                                    | Boudjemaa Haichour        |
| Ministre des Relations avec le Parlement | Abdelaziz Ziari           |
| Ministre de la Formation et de l'Enseignement professionnels                                                                                        | El Hadi Khaldi            |
| Ministre de l'Habitat et de l'Urbanisme | Mohamed Nadir Hamimid     |
| Ministre de l'Industrie | Mahmoud Khedri            |
| Ministre des Affaires religieuses et des Wakfs | Bouabdellah Ghlamallah    |
| Ministre du Travail et de la Sécurité sociale | Tayeb Louh                |
| Ministre de l'Emploi et de la Solidarité nationale                                                                                                  | Djamel Ould Abbes         |
| Ministre de la Pêche et des Ressources halieutiques                                                                                                 | Smail Mimoune             |
| Ministre de la Jeunesse et des Sports | Yahia Guidoum             |
| Ministre du Tourisme | Noureddine Moussa         |
| Ministre délégué auprès du Ministre de l'Intérieur et des Collectivités locales, chargé des Collectivités locales                                   | Dahou Ould Kablia         |
| Ministre délégué auprès du Ministre des Affaires étrangères, chargé des Affaires maghrébines et africaines                                          | Abdelkader Messahel       |
| Ministre déléguée auprès du Ministre de la Santé, de la Population et de la Réforme hospitalière, chargée de la Famille et de la Condition féminine | Nouara Saâdia Djaffar     |
| Ministre délégué auprès du Ministre des Finances, chargé de la Réforme financière                                                                   | Karim Djoudi              |
| Ministre délégué auprès du Ministre de l'Agriculture et du Développement rural, chargé du Développement rural                                       | Rachid Benaïssa           |
| Ministre délégué auprès du Ministre de l'Enseignement supérieur et de la Recherche scientifique, chargée de la Recherche scientifique               | Souad Bendjaballah        |
| Ministre délégué auprès du Ministre de l'Aménagement du territoire et de l'Environnement, chargé de la Ville                                        | Abderrachid Boukerzaza    |